# Friedenskirche Bienstädt

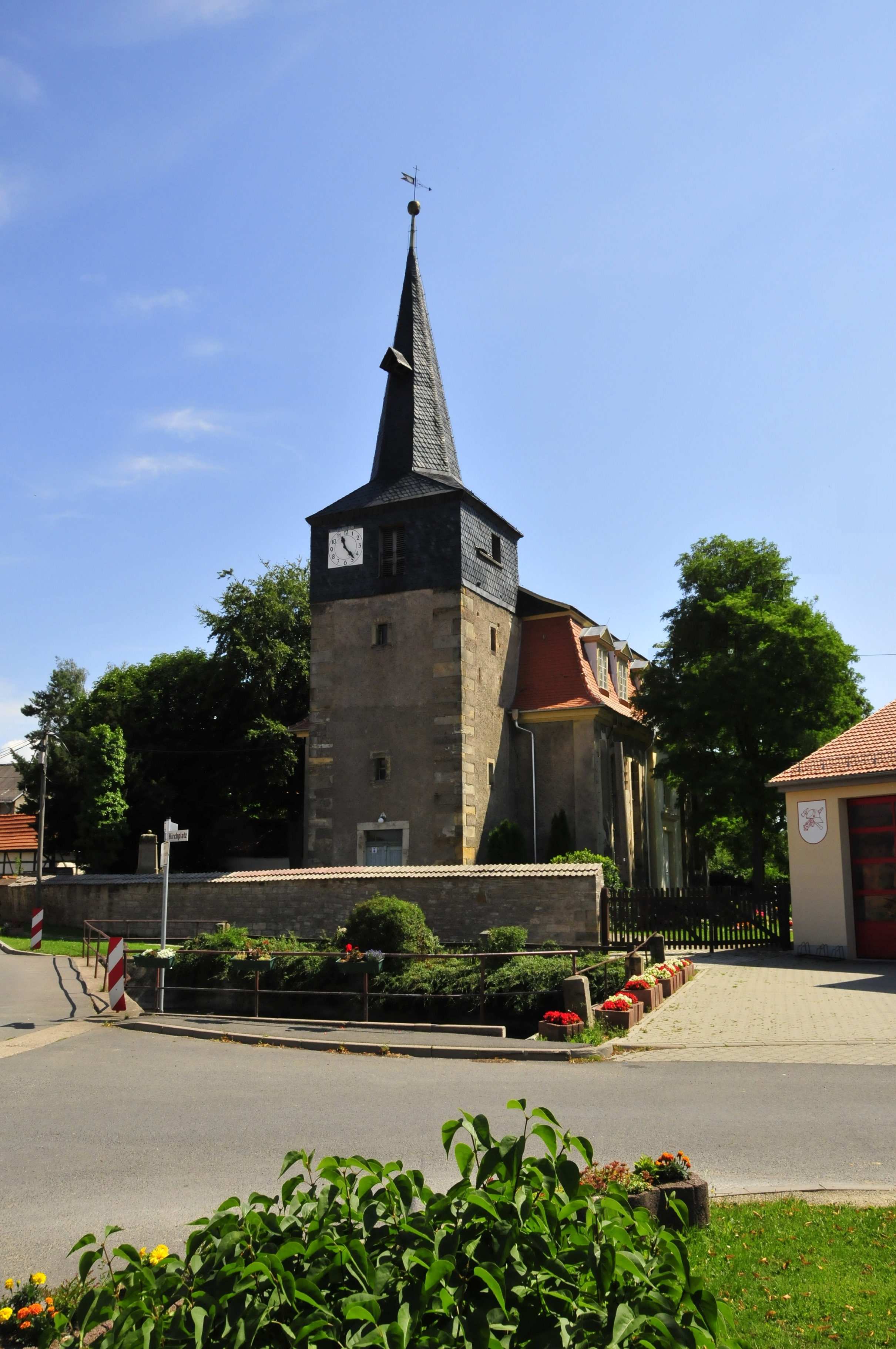
Die Friedenskirche

Die evangelische Friedenskirche Bienstädt steht in der Gemeinde Bienstädt im Landkreis Gotha in Thüringen.

## Geschichte

### Reformation in Bienstädt
Ältester Zeuge der Reformation im Ort ist die Visitationsakte von 1533, in der die alten Rechte und Besitztümer von Kirche und Schule erfasst worden und größtenteils wieder bestätigt worden sind.

### Vorgängerbau
Der Vorgängerbau der heutigen Kirche war dem Johannes geweiht, wobei die korrekte Zuordnung zum Apostel oder Johannes dem Täufer nicht nachweisbar ist. Die Johanneskirche wird um 1758 wie folgt beschrieben:

„Die Kirche ist ein alt Gebäude, und sonder Zweifel noch im Pabstthum erbauet worden. Davon zeugen auch die kleinen Fenstergen, deshalben sie sehr dunkel, zumahl, da auf der Mitternacht-Seite gar kein Fenster angebracht worden. Solcher Dunckelheit einiger maßen abzukommen, sind, da man vor einigen Jahren das Dach umgeleget, 4 Dach-Fenster aufgesetzet worden, welche aber doch nicht viel Licht geben. Es hat selbige auch nicht mehr, als einen Eingang unten in die Kirche gehabt, ist aber noch einer durch den Thurm eingebrochen worden, und zwar wie über die Thür eingehauen, A. 1713. Auch hat sie anfänglich nur eine Empor-Kirchen gehabt welches diß beweist, da die zwey untersten 1689. gemahlt und mit biblischen Historien ausgezieret worden, … Auf der Ober-Empor-Kirche aber, nach Mitternacht zu, welche auch gemahlet, steht 1700. Auf der Mittags-Seite ist auch noch eine übergebauet worden, welche aber gar nicht gemahlet ist. … Der Thurm ist nicht ein-, sondern an der Kirche angebauet, und hat eine lange Spitze, so mit Schiefer gedecket, die Kirche aber mit doppelten Ochsenzungen beleget ist. Auf dem Thurm sind 2 Glocken. Die große wiegt ohngefehr 7 bis 8 Centner und stehet daran: als Johann Michael Salzmann Pfarrer, Hans Rüge und Hanß Nothlich Gerichts-Schöppen, Hanß Heinrich schlöffel Altar. und Simon Wilhelm Heimbürge, hat diese Glocke gegossen Paulus Seger in Gotha 1706. Die andere oder kleine wieget ohngefehr 5 – 6 Centner, hat die Aufschrift Als Friedrich der III. regierte im Lande Und Goeringen ins Pfarr-Amt nach Bienstedt hinsande, Dünckel und Lange Gerichts-Schöppe war, Goß mich in Gotha Paul Hahn im 1741ten Jahr. Nebst diesen Glocken, befindet sich auch darauf die Uhr mit einem Perpendickel, die Schlag-Glocke hänget aber aussen am Thurm und ist ein Wetter-Dächelgen darüber. Die Orgel ist ein klein Werkgen, aber gut, und 1705. von dem Orgelmacher zu Arnstadt Herr Weißen, vor 130 thlr. gesetzet worden, hält 18 Züge. … Auf dem Taufstein ist ein alt kupffern Becken inwendig überzinnet gewesen, jetzo aber ist ein ganz zinnernes, nebst einer Handquel, … 1753 … verehret.
Die Kirche … ist bis unter das Dach massiv, 66 Schuh lang, 24 Schuh breit und mit Ziegeln gedeckt und liegt rund umher frey. Das Stimmen oder Anschlagen an die Glocke mit angehenden Morgen ist daselbst nicht gewöhnlich. Das Mittags- und Abendläuten, wie auch das zur Kirche überhaupt verrichten die Schulknaben der oberen Classe.“

### Umbau

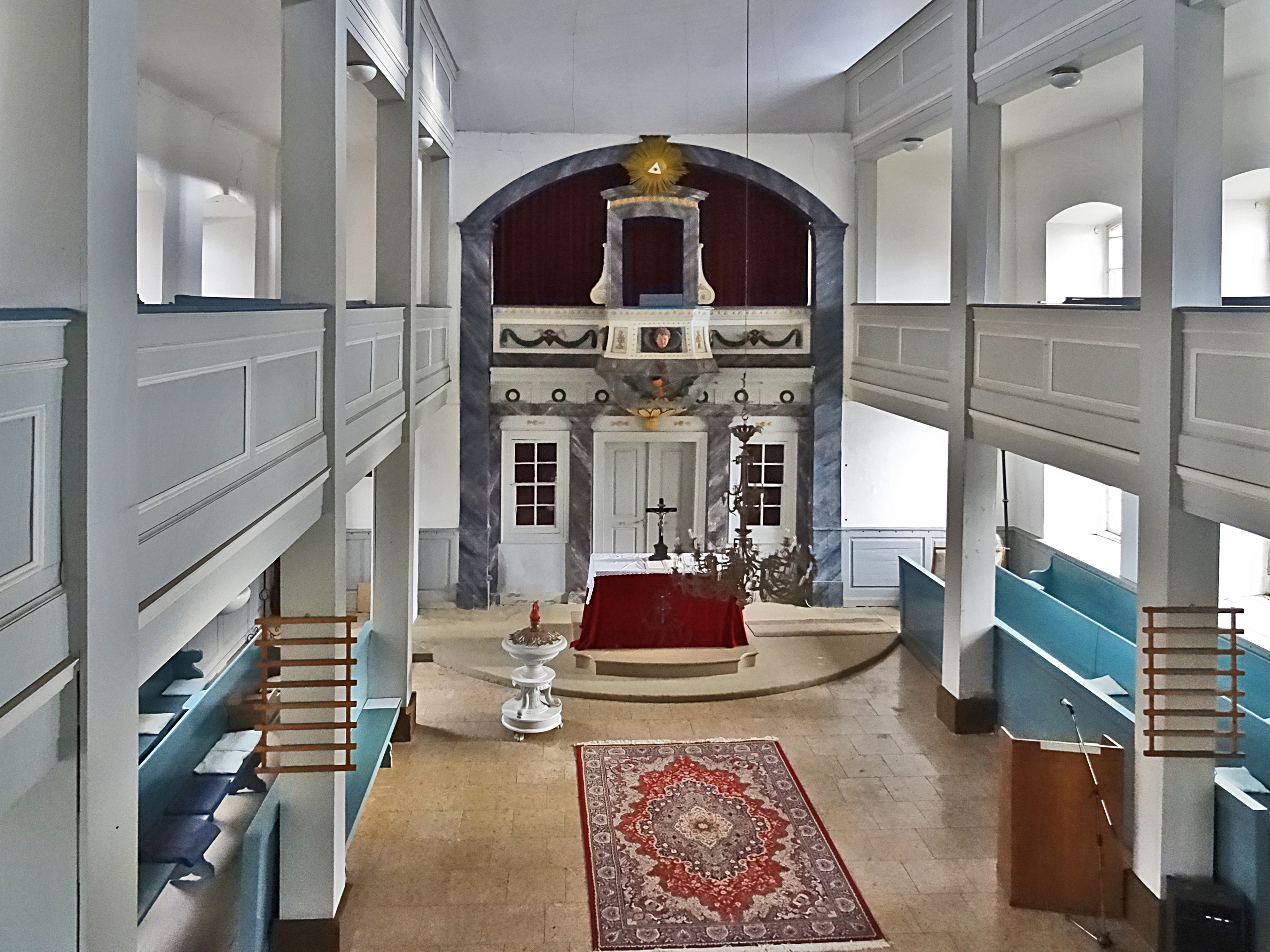
Innenansicht

Die alte Kirche war Anfang des 19. Jahrhunderts baufällig. Zerstörungen durch Truppen Napoleons sind nicht aktenkundig. Die baufällig gewordene vorreformatorische Johanneskirche wurde in der Zeit von 1811 (Grundsteinlegung) bis 1814 (Einweihung) umgebaut. Sie erhielt beim Wiederaufbau den verheißungsvollen Namen Friedenskirche. Die Kirchgemeinde erneuerte das Kirchenschiff mit Natursteinen im Stil des Bauernbarock, nur der Turm blieb von der spätgotischen Vorgängerkirche erhalten. Aus den Überlieferungen zur Grundsteinlegung am 20. Juni 1811 erfährt man, dass die Gemeinde zwischenzeitlich in der Schenke einen Betsaal eingerichtet hatte. In der Predigt sagte Pfarrer Sieffarth: „Herr! Segne und behüte die Stätte … und erhalte ihr und uns allen den Frieden.“ Bis 1814 wurden die Einwohner von Bienstädt mehrfach durch Heerzüge, Einquartierungen und Plünderungen schwer getroffen. Angesichts dieser Erfahrungen wurde die Kirche nach dreijähriger Bauzeit 1814 auf den Namen Friedenskirche geweiht. Der Turm der Johanneskirche wurde stehengelassen und in den Neubau einbezogen. Mehrfache Plünderungen und Kriegslasten in den Wirren der napoleonischen Kriege verzögerten den Baufortschritt erheblich. Von 1802 bis 1917 läuteten drei Glocken, von denen die größte die Aufschrift trug „Gott segne und erhalte Bienstädt“. Zusammen mit den zwei großen Glocken mussten 1917 103 Orgelpfeifen und der 75 kg schwere kupferne Blitzableiter für Kriegszwecke abgeliefert werden. Weil die Orgelpfeifen bislang noch nicht wieder ersetzt sind, ist die Orgel nicht bespielbar. Für die musikalische Unterstützung der Gläubigen dient eine kleine elektronische Orgel. Im September 1978 stürzte die Uhrenglocke ab und zersprang am Boden in 18 Stücke. Nur die kleinste Glocke blieb erhalten. Sie dient heute dem Geläute und dem Stundenschlag. Das Innere der Kirche wurde 1991 erneuert, 2008 renovierte man das Kirchendach, 2009 den Mittelrisalit auf der Friedhofsseite und 2015 der Turmeingang und die Tür.

### Aktueller Zustand
Die Kirche ist mit Natursteinen und im Bauernbarock errichtet worden. In der Fassade sind noch Einschläge aus dem Zweiten Weltkrieg zu sehen. Der Innenraum des Gotteshauses wurde 1991 restauriert. Das Kirchendach wurde 2008 neu gedeckt. In die Gauben kamen neue Fenster. 2009 wurde der Mittelrisalit auf der Friedhofsseite restauriert.
Das bis 1715 zurückreichende Pfarrarchiv wurde 2014 aufgearbeitet und wird zukünftig für historische Recherchen zugänglich gemacht.
Seit 2012 gehört die Gemeinde zum Pfarramt Friemar im Kirchengemeindeverband „Fahner Land“ im Kirchenkreis Gotha der Evangelischen Kirche in Mitteldeutschland.

### Pfarrer seit der Reformation
1. Heinrich Roth, 1582–1606, weiter Hospitalpf. Erfurt[6][7]
2. Melchior Mengewein, seit 1602 Schuldiener in Döllstädt, 1606 – März 1618 Pf. in Bienstädt, weiter Pf. in Wechmar.[8]
3. Mag. Georg Knüpfel, bish. Conrector zu Ohrdruff – 1641. †
4. Lorenz Seuberlich, bish. zu Pferdingsleben – 1673. †
5. Joh. Paul Vogler, Adjunkt seit 1671, Pf.: 1673–1691. weiter Pfarrer in Illeben.
6. Joh. Justinus Hofmann – 1693. w. Pf. in Burgtonna.
7. Joh. Heinrich Frömmichen – 1696. resigniert.
8. Joh. Michael Salzmann, bish. Pf. zu Trügleben – 1714. †
9. Peter Wolf, bish. Pf. zu Laucha – 1720. †
10. Joh. Heinrich Lange – 1734. w. Pf. in Cobstädt.
11. M. Christian Aug. Ludwig, bish. Nachmittagspred. in Genf – 1741. w. Pf. und Adjunct. in Goldbach.
12. Georg Melchior Göring, aus Gotha, bish. Collaborat. des Superint. Büchners zu Waltershausen – 1764. †
13. Joh. Friedrich Hochgesang, bish. Hof-Collaborator – 1778. w. Pf. und Superintendent in Tonna.
14. Joh. Friedr. Georg Ostückenberg, bish. Nachmittagsprediger bey der Evangel. Luth. Gemeinde zu Genf, w. Pf. in Bienstädt 1778–1796
15. Friedr. Heinr. Gebhard, bish. Hofcollaborator, v. 1796–1803[3]
16. Johann Christian Seyfarth 1806–1842
17. Georg Christian Töpffer 1842–1865
18. Constantin Wilhelm Weingart 1866–1869
19. Friedrich Johannes Perthes 1870–1890
20. Rudolf Oehring 1890–1901
21. Albert Guderley 1901–1905
22. Friedrich Goetz 1921–1928
23. Pfarrer Flemming 1929
24. Pfarrer Möbius 1930
25. Hilfsprediger Boshammer 1931–1934
26. Hilfsprediger Benser 1934–1938
27. Hilfspfarrer Stier 1938
28. Hilfspfarrer Malezius 1938–1940
29. Vertretung durch Pfarramt Kleinfahner 1940–1948
30. Heinz Schlag 1948–1955
31. Edgar Mitzenheim 1957–1959, vorher in Eckolstädt
32. Wolfgang Jäger 1960–1967
33. Vertretung durch Pfarramt Kleinfahner Pfr. Barth 1967–1973
34. Manfred Hermann 1973–1979
35. Richard Herklotz 1982–1989
36. Pastorin Ruth Dreyer 1991–2012
37. Pfarrer Michael Steinke (Pfarramt Friemar) seit 2012[9]

## Bilder

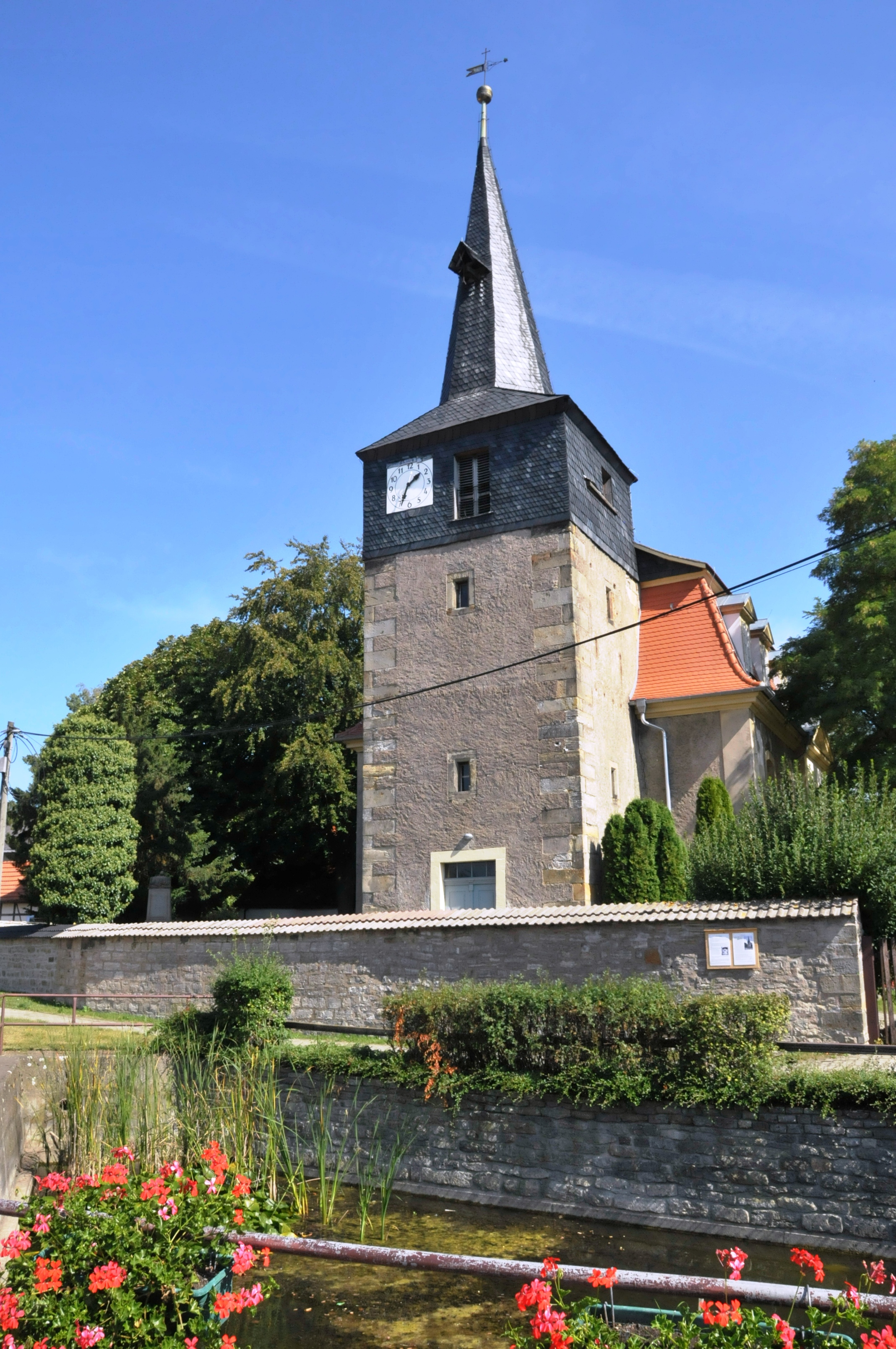
Westseite mit Schwemme
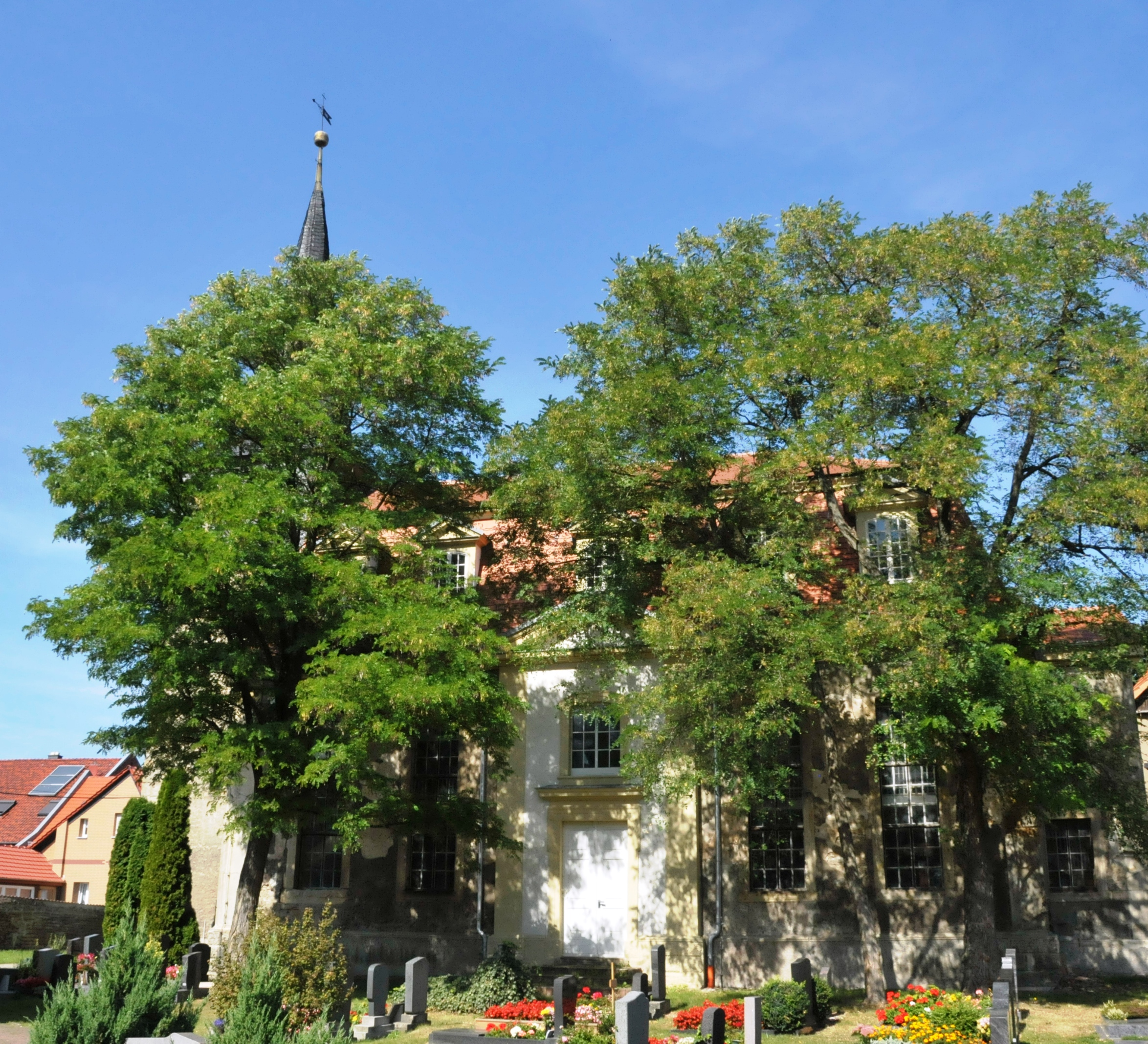
Südseite (Friedhofsseite) im September 2016
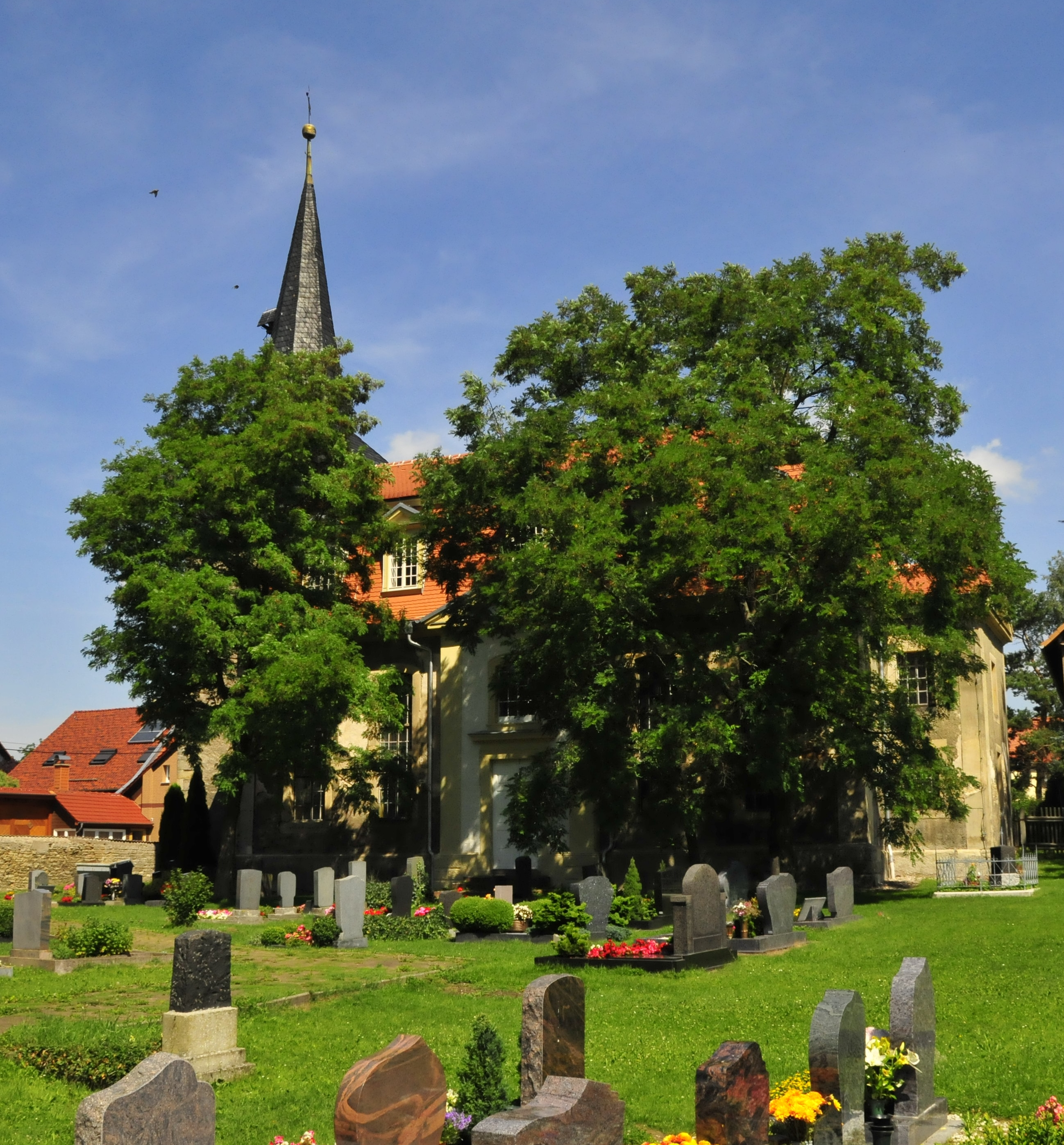
Südseite im Juli 2011
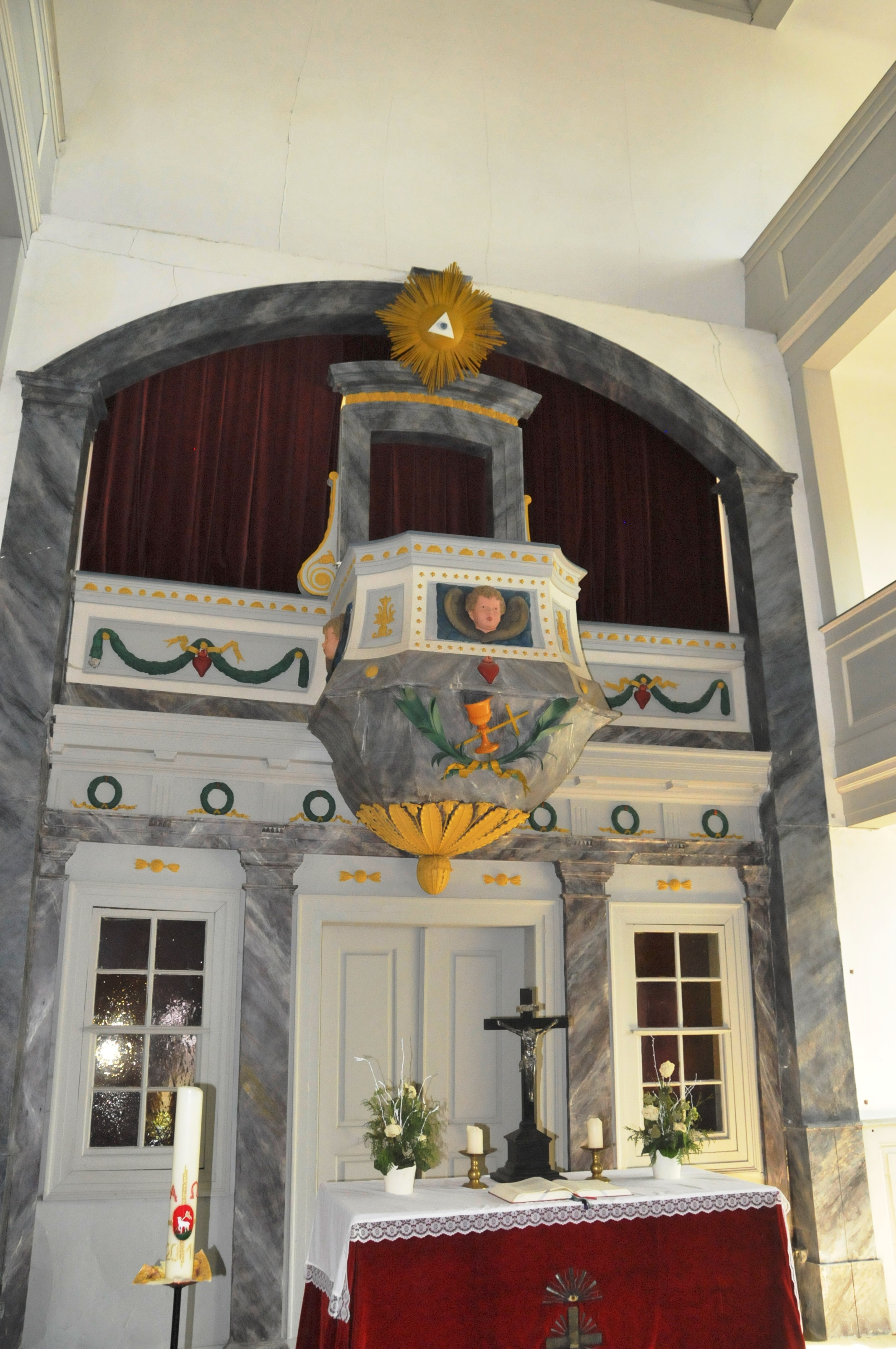
Altar
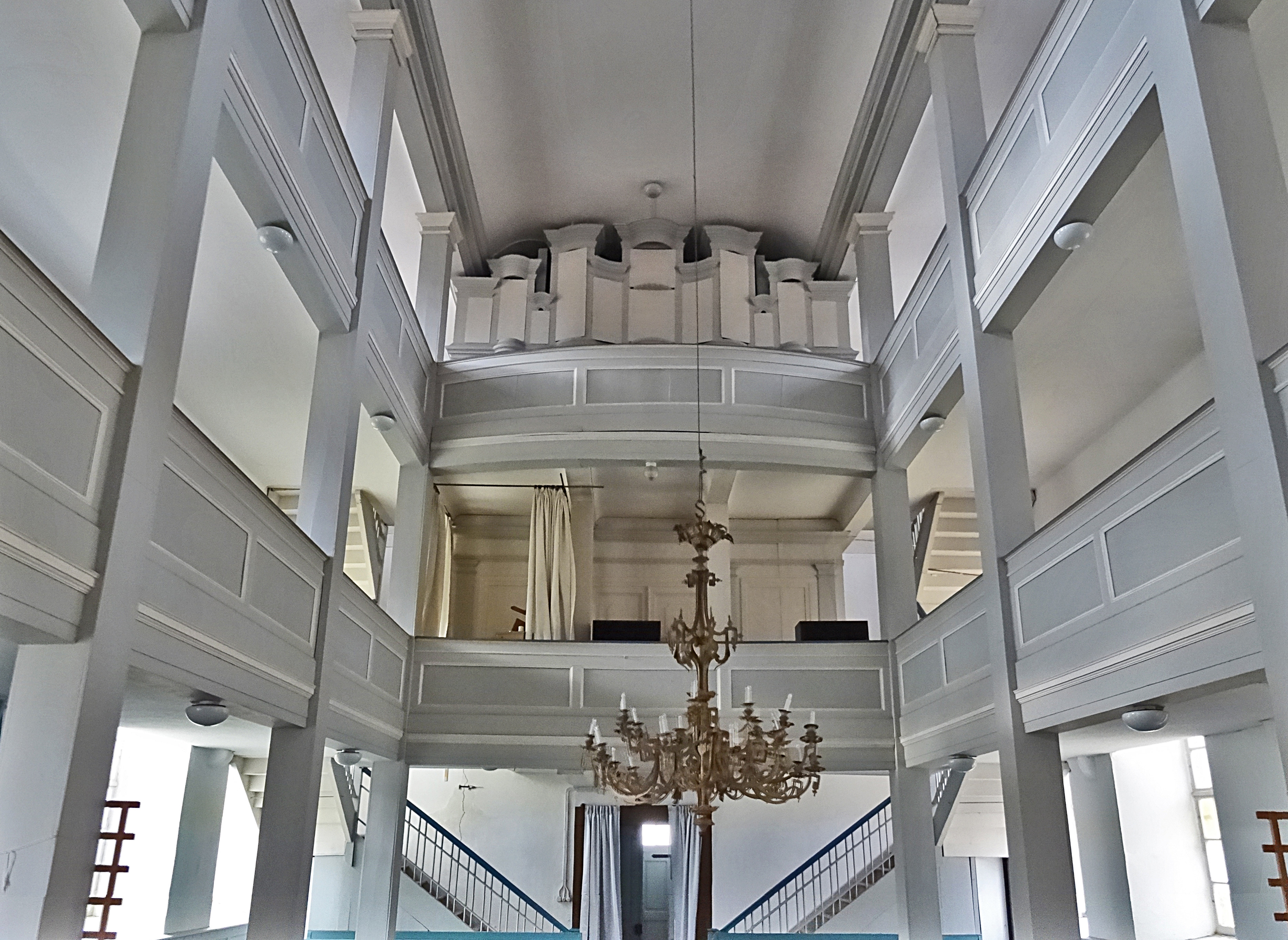
Blick zur Orgel
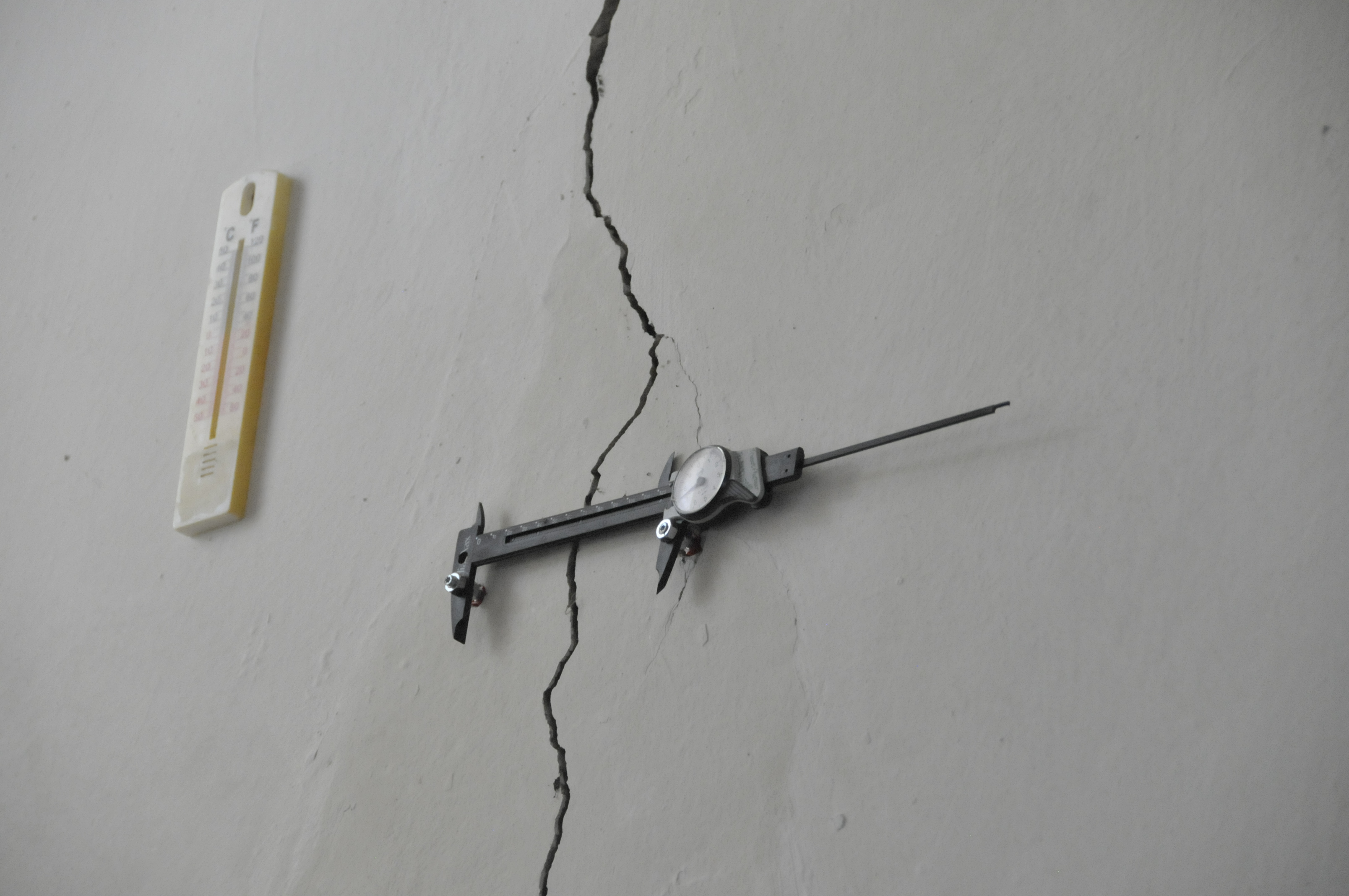
Rissmonitor
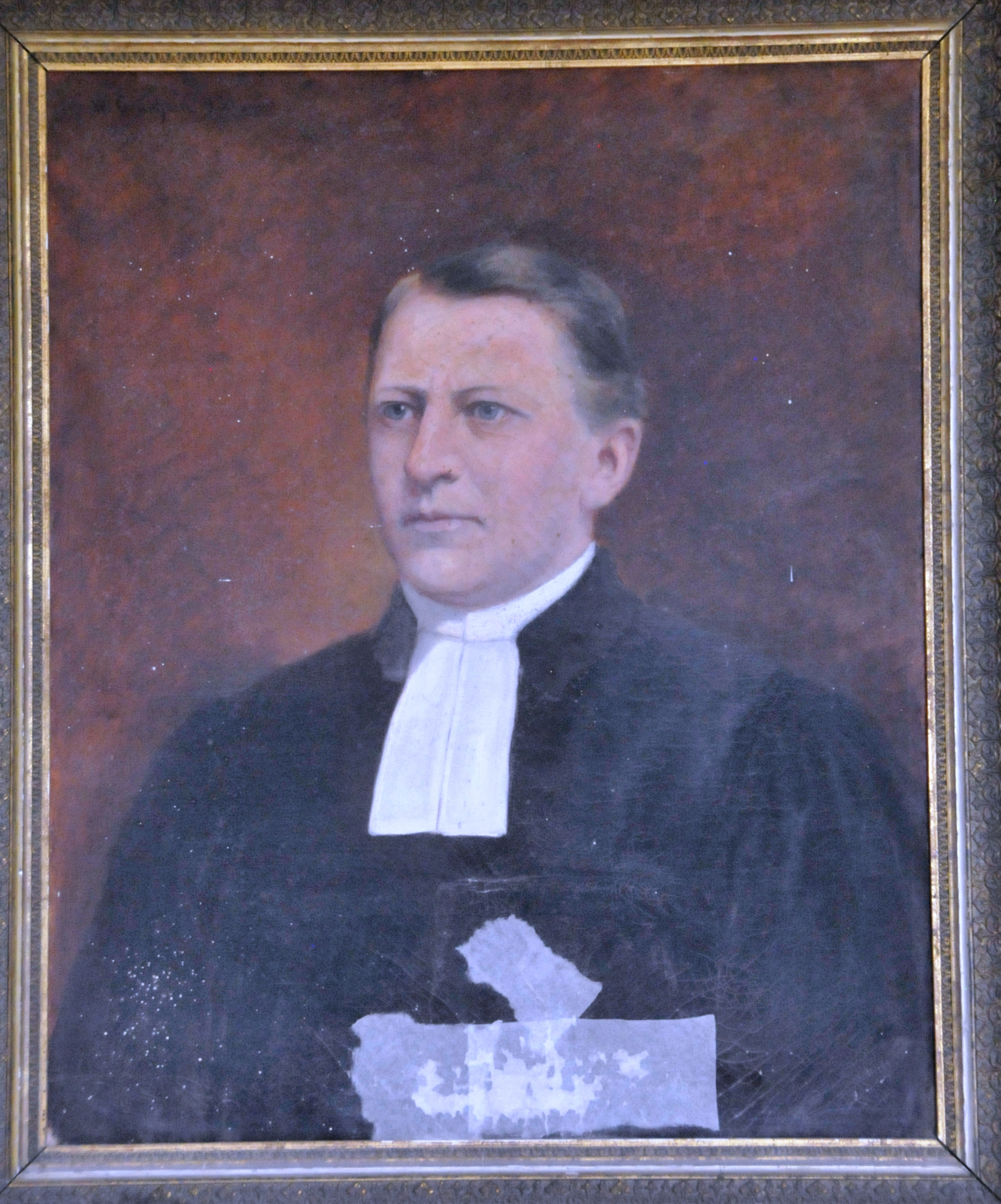
Porträt des Pfarrers Friedrich Johannes Perthes
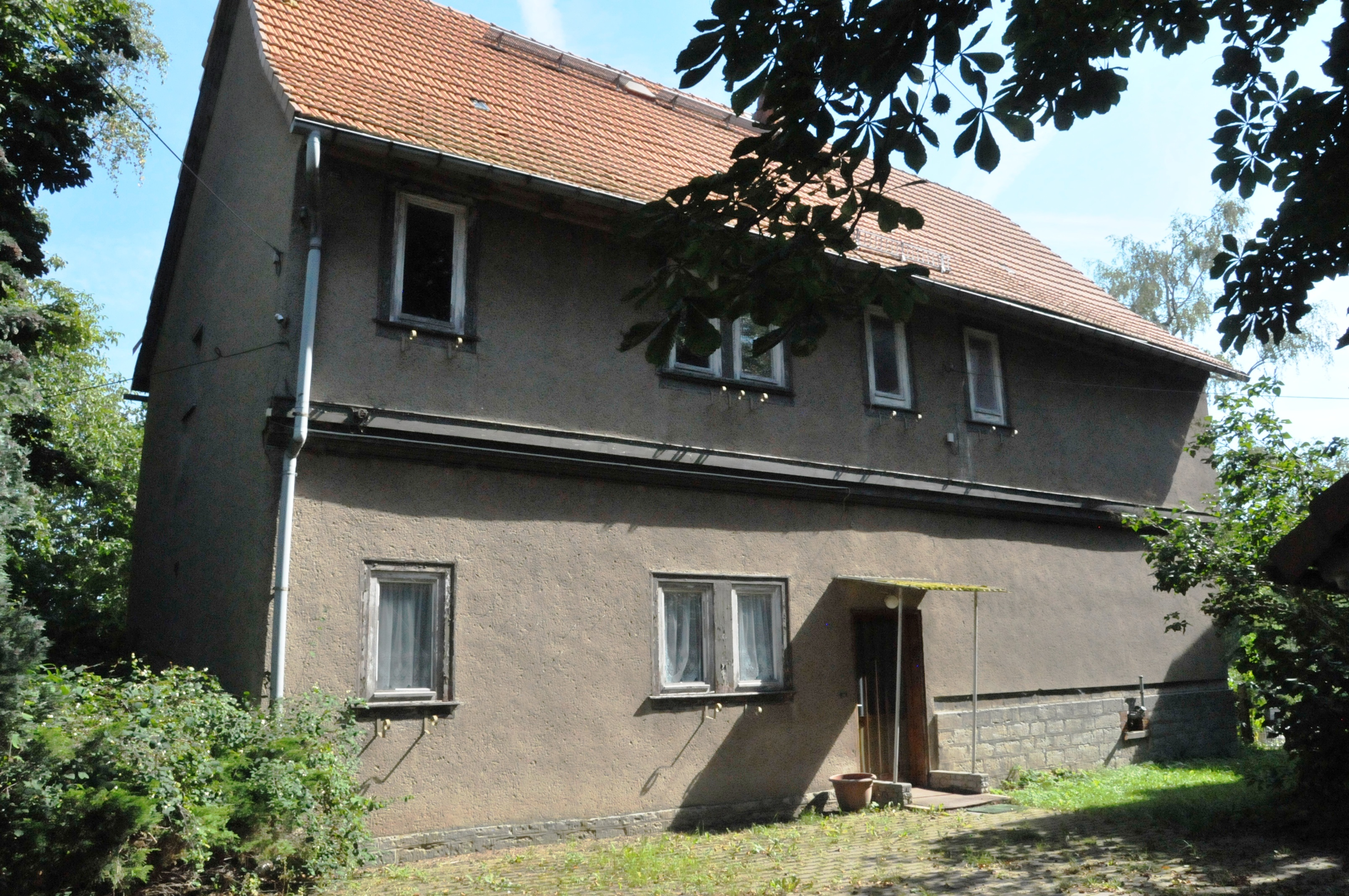
Heutiges Pfarrhaus hinter der Kirche